# Каани, Хабиболла
Хабиболла Каани (перс. حبیب‌الله خان‎, настоящее имя Хабибуллах Фариси перс. حبیب‌الله فارسی‎; род. 1808, Шираз, — умер, 1854, Тегеран) — иранский поэт и прозаик.

## Биография
Хабиболла Каани родился в семье литератора. Его отец, поэт Голшен, рано скончался, и всё детство Каани прожил в нищете. От отца ему достался талант поэта, и, впечатлив им губернатора Фарса, Каани сумел все таки получить хорошее образование и в дальнейшем сделать яркую карьеру при дворе Тегерана.

## Творчество
Писал стихи как на родном персидском, так и на арабском языках. На долю касыд приходится основная часть дивана. Их можно разбить на несколько основных тем: воспевающие придворных вельмож, оды-касыды, сатира.
Каани — представитель литературного направления базгашт («возвращение»). Сохранилось около 22 000 его стихов. Также следует отметить его «Книгу Смятённого» (Книгу Рассеянного). Панегирики Каани гиперболичны. Поэт виртуозно овладел своим искусством, часто вводил неологизмы, допускал необычные употребления слов, нарушение метра.

## Список произведений
- Диван-е-хаким-е Каани-йе-Ширази, Тегеран, 1336 с. г. х. (1957).
- Книга Рассеянного.